# 11799 Lantz
A 11799 Lantz (ideiglenes jelöléssel (11799) 1981 DG2) a Naprendszer kisbolygóövében található aszteroida. Schelte J. Bus fedezte fel 1981. február 28-án.

## Kapcsolódó szócikk
- Kisbolygók listája (11501–12000)